# Перальта, Матео
Мате́о Габриэ́ль Пера́льта Пи́рис (исп. Mateo Gabriel Peralta Píriz; род. 8 апреля 2006, Монтевидео) — уругвайский футболист, полузащитник клуба «Данубио».

## Клубная карьера
Перальта — воспитанник клуба «Данубио». 24 февраля 2024 года в матче против «Бостон Ривер» он дебютировал в уругвайской Примере. 18 августа в поединке против столичного «Феникса» Матео забил свой первый гол за «Данубио».

## Международная карьера
В 2023 году Перальта в составе юношеской сборной Уругвая принял участие в юношеском чемпионате Южной Америки в Эквадоре. На турнире он сыграл в матчах против команд Колумбии, Чили, Эквадора и Бразилии.
В 2025 году Перальта в составе молодёжной сборной Уругвая принял участие в молодёжном чемпионате Южной Америки в Венесуэле. На турнире он сыграл в матчах против команд Чили, Перу, Венесуэлы, Аргентины, Колумбии, а также дважды Парагвая.